# Javier Fortea
Francisco Javier Fortea Pérez (Arnedo, 1 de julio de 1946-Oviedo, 1 de octubre de 2009) fue un prehistoriador español, profesor universitario y catedrático de prehistoria de la Universidad de Oviedo. 
Los últimos nueve años de su vida dirigió, junto a Marco de la Rasilla Vives, las excavaciones de la cueva del Sidrón (Piloña).

## Trayectoria
Aunque nació en La Rioja, la familia de Fortea se trasladó a Córdoba, donde se crio y fue al instituto.
Estudió Filosofía y Letras con la especialidad de Historia en la Universidad de Salamanca, donde fue discípulo del profesor Francisco Jordá Cerdá que por aquella época había puesto en marcha un Seminario de Prehistoria y Arqueología Salmantina. Se doctoró por esta misma universidad en 1971.
Inició su carrera profesional en la Universidad en Salamanca, donde estuvo adscrito al departamento de Arqueología, Epigrafía y numismática en varias posiciones hasta que consiguió la plaza de profesor agregado de la Universidad de Oviedo, donde ya se quedaría el resto de su vida. Obtuvo su plaza de catedrático de esta Universidad en 1981.

### Excavaciones
Desde finales de la década de los 60 del s. XX colaboró en numerosas excavaciones arqueológicas en la franja del Mediterráneo.
- Recinto fortificado de El Higuerón (Córdoba) (1966 y 1968)[4]
- Cueva de les Mallaetes (Valencia 1970), bajo la dirección del profesor Jordá.[5]
- Cueva de El Peliciego (Murcia, 1970).[6]

Con posterioridad, ya en la franja cantábrica asturiana y en el periodo comprendido desde 1978 hasta 2009, realizó investigaciones en las estaciones con arte rupestre de Peña de Candamo, La Viña, La Lluera, Los Murciélagos, Llonín, El Bosque, Covaciella, Cueto de la Mina, Santo Adriano, Los Torneiros y El Sidrón.

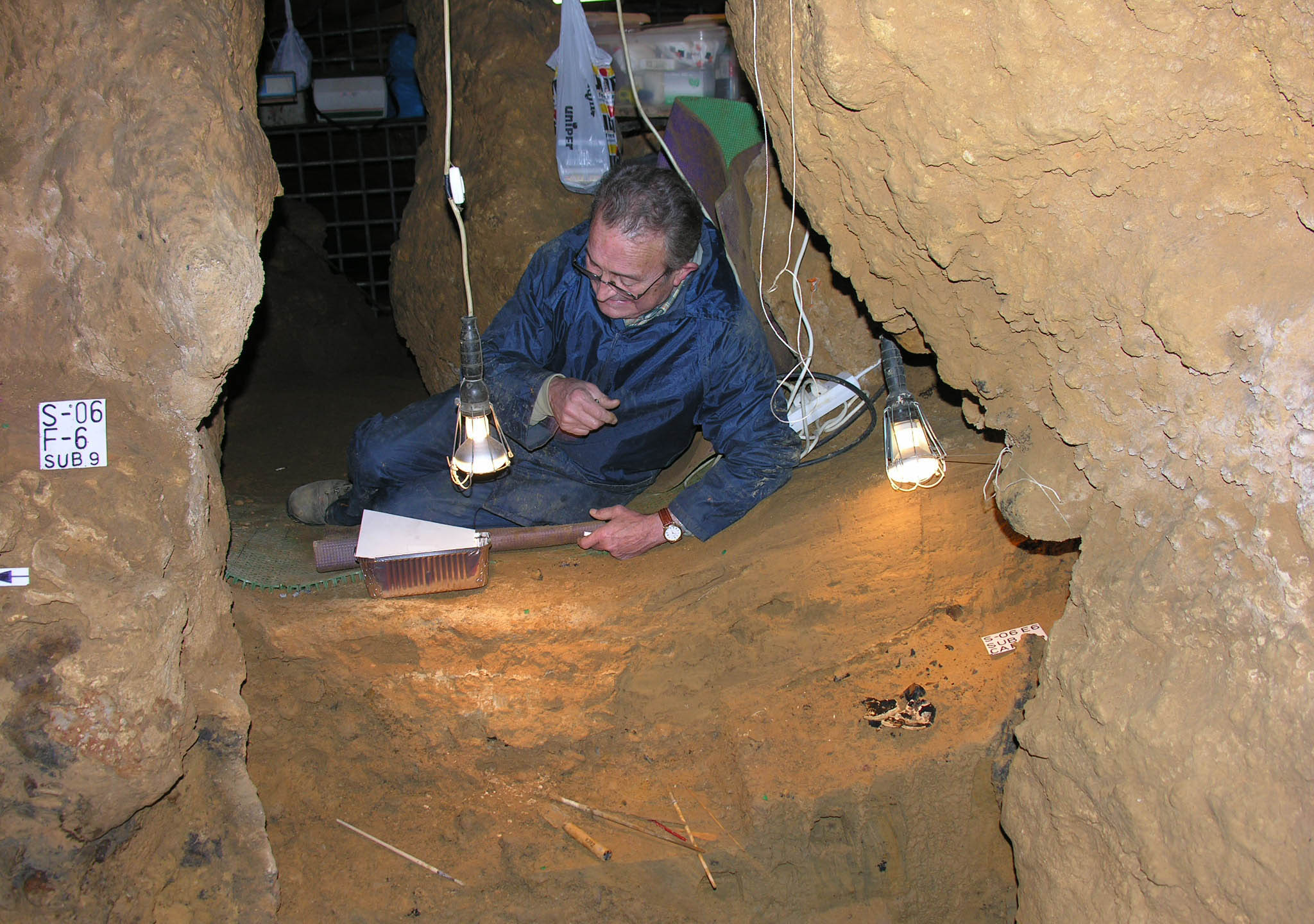
El profesor Fortea en la Cueva del Sidrón durante la campaña de 2006

Hay tres proyectos que destacan entre los demás:
- El Proyecto del Nalón Medio: La excavación de los yacimientos arqueológicos del Río Nalón, en Asturias, del que es fundamentalmente conocidos la cueva de la Lluera o el Abrigo de la Viña.[3]
- La Cueva de Llonín, con una de las mejores muestras de arte paleolítico de la región.[2]
- El que fue su proyecto desde el año 2000 hasta el momento de su muerte en 2009, la Cueva de El Sidrón, donde se han encontrado numerosos restos de neardentales.[2]

## Reconocimientos
En 2019, con motivo del décimo aniversario de su fallecimiento,  se celebraron las Jornadas "El arte paleolítico en la península ibérica. Un estado de la cuestión" organizadas por APIAA como homenaje al profesor Fortea en el Museo Arqueológico de Asturias.